# Каллігарія
Каллігарія (італ. Calligaria) — село (італ. curazia) в республіці Сан-Марино. Адміністративно належить до муніципалітету Фаетано.